# Като
Като (на английски: Cahto, Kato) е най-южното Атабаско говорещо племе в Калифорния. В началото на 18 век около 1100 души от племето живеят южно от Ретълснейк Крийк до Норт Форк на Ил Ривър на север и между Саут Форк на Ил Ривър и Ил Ривър, главно в Лонг Вали и долината Като в северозападна Калифорния. Днес техните потомци живеят в Лейтънвил Ранчерия и в резервата Роунд Вали.
Подобно на много други Калифорнийски индианци и те пострадват сериозно от бялото население през 19 век. През този период населението им намалява с 95%. Имали са около 50 села, всяко независимо едно от друго, но 6 от тях разположени в Лонг Вали били обединени. Всяко село се ръководи от един или двама старейшини, наследяващи позициите си по бащина линия. За жилища използвали дървени къщи грубо построени от трупи и покрити с парчета кора. Конструкцията на къщата се изгражда около яма с централно огнище. В нея живеели до 3 роднински семейства. Строяли и по-големи къщи за танци. Културата им е силно повлияна от северните помо, с които имали особено тесни връзки, заради което често са наричани Индианците каипомо. Помо наричали езерото около което било разположено главното им село – Като. Оттук дошло и името им. Самите те се наричат Джилби – тяхното име за езерото и селото. Основна храна били жълъдите, сьомгата и еленското месо. Ловували още мечки, дребни животни, птици и някои насекоми. Събирали различни семена, ядки и диви плодове. Ловът и риболовът били мъжка работа. Жените се занимавали със събирането на храни, плетенето на кошници и домакинството. Събирането на жълъди било съвместна работа.
Религиозните им схващания са центрирани около две божества – Ченеш и Нагаи-чо. Различни церемонии са провеждани преди всяко важно събитие. Момичетата се женели доста млади и не е известно дали са спазвали някакви забрани и ограничения по време на пубертета, бременността и раждането. Мъртвите били погребвани с личните им вещи, а роднините им си отрязвали косите. И двата пола носели две престилки от еленова кожа, дълги коси и украшения на ушите и носа. Някои си правели и татуировки.